# 钱元琏
钱元琏（877年—894年），原名钱传琏，杭州錢塘（今浙江杭州）人，是五代十國的吳越國武肃王钱镠的长子，文穆王钱元瓘的同母哥哥，母亲陈氏。
钱元琏出生于唐僖宗乾符四年（877年）十月初五，在唐昭宗乾寧元年（894年）正月廿一就已经去世，年仅十八岁，当时钱镠刚刚担任镇海军节度使，还没有担任镇东军节度使。《吳越備史》说他活到了933年，但是后梁封赏钱镠诸子的时候，没有钱元琏，活到了933年的应该是钱元璲。